# Septembre 1860

## Événements
- 5 - 9 septembre : victoire de El Hadj Omar sur les Bambara à Woitala.

- 8 au 10 septembre : visite de Napoléon III et de l'impératrice à Marseille, et inauguration du nouveau Palais de la Bourse, avant d'embarquer pour Alger.

- 17 au 19 septembre : visite de Napoléon III à Alger. Il reçoit un accueil réservé de la part de la population française, qui n’avait pas voté en sa faveur lors de son élection en 1851. De plus, il souhaite garantir la protection des terres arabes contre l’avidité des colons. Se méfiant des civils, il préfère renforcer les prérogatives de l’armée.

- 18 septembre : bataille de Castelfidardo.

- 21 septembre : bataille de Baliqiao, lors de laquelle les troupes franco-britanniques du général Cousin-Montauban mettent en déroute 50 000 Chinois à l’est de Pékin. Cette victoire sur la cavalerie mandchoue leur ouvre les portes de Pékin.

- 26 septembre : mort de Milos Obrenovic, qui laisse le trône de Serbie à son fils Michel Obrenovic avec l’assentiment muet de Constantinople.

## Naissances
- 6 septembre : George Irby, scientifique et un homme politique britannique († 16 septembre 1941).
- 15 septembre : Napoléon Antoine Belcourt, politicien canadien-français.

## Décès
- 14 septembre : l’Imam Abu Abdullah Abu Ya'za Al-Mahâji, surnommé Sidi Bouazza Al Mahaji, religieux algérien fondateur de l'ordre soufi de la Tarika Derkaouia en Algérie.
- 19 septembre : Robert Eberle, peintre allemand (° 22 juillet 1815).
- 21 septembre : Arthur Schopenhauer à Francfort-sur-le-Main.